# Ursula Rucker
Ursula Rucker egy 'spoken word' zeneművész.
Rucker változatos technikákat használ, főleg olyanokat, mellyel képes felhívni a hallgatók figyelmét és változatos repertoárt ad elő.
Ezeknek köszöneti széles körű ismertségét a rajongók és a kritikusok körében.

## Élete
Rucker a pennsylvaniai Philadelphia városában született és nőtt fel.
Itt végzett újságíróként a Temple University-n. 
Származása szerint afro-amerikai  és olasz. 
Már fiatal kora óta ír verseket, de ezeket megtartotta fiókja számára, amíg 1994-ben egy fellépésén fel nem olvasta őket a philadelphiai is Zanzibar Blue-n.
Ugyanebben az évben Ruckert több művész meghívta együttműködésre, köztük King Britt, 4hero, Jamaaladeen Tacuma, Josh Wink és a legismertebb a The Roots.